# Ракаханга
Ракаханга (англ. Rakahanga, остров Александра) — атолл в Тихом океане, в составе Северной группы островов Кука, в 1248 км к северу от Раротонги.

## География
Атолл Ракаханга расположен в южной части Тихого океана на расстоянии 1111 км от экватора. Ближайшим островом является расположенный в 43 км на юго-восток Манихики. Ракаханга состоит из двух больших и семи маленьких островов (моту) окружающих лагуну размером 4,5 на 2,5 км, которая имеет почти правильную четырёхугольную форму. Моту Те Каинга в юго-западной части атолла был местом обитания первых островитян.
Остров покрыт растительностью в основном представленной хлебным деревом, кокосовой пальмой и панданусами. В отличие от Манихики лагуна острова не подходит для добычи жемчуга. На острове также имеются популяции пальмового вора, морских черепах, а в январе недалеко от острова пролегают пути тунца.

## История
Ракаханга — первый из Островов Кука, на котором высаживались европейцы. 2 марта 1606 года здесь побывали два испанских корабля: «Капитана» («Capitana») и «Алмиранта» («Almiranta») под командованием Педро Фернандеса де Кироса. Сопровождавший Кироса францисканский священник Хуан де Торквемада был настолько поражен красотой и физическими качествами островитян, что назвал его «Островом Прекрасных Людей» (исп. Gente Hermosa).
В 1820 году здесь побывала экспедиция Беллинсгаузена—Лазарева, назвавшая Ракахангу островом Александра, американцы называли его «Реирсон» (англ. Reirson Island) или «Литл Гангс» (англ. Little Ganges). Давали острову и другие названия, такие как «Фрэнсис» (англ. Francis), «Принцэсс Мэриэн» (англ. Princess Marianne) и «Алликонга» (англ. Alliconga), но ни одно из них не сохранилось до наших дней.
Англичанин Джулиан Дашвуд прожил на острове около года в начале 1830-х годов. В своей книге «Рай южных морей» (South Seas Paradise), написанной под псевдонимом Джулиан Хайлэс (англ. Julian Hillas), он отмечал, что на острове часто возникал недостаток пищи и рацион в основном состоял из рыбы и кокосовых орехов.

## Население
Согласно переписи 2011 года на острове Ракаханга проживает 77 человек.